# Марков Михайло Єгорович
Марков Михайло Єгорович (1760 — †13 серпня 1819)  — краєзнавець, педагог, суспільний діяч часів Російської імперії.

## Життєпис
Народився у 1760 році у Санкт-Петербурзі у дворянській родині. Навчався у приватному пансіоні пастора Мелтинга, а потім вступив до академічної гімназії і академії, де провів ще 4 роки.
Після закінчення навчання, підкоряючись тогочасним традиціям, М. Марков вступає до військової служби. У 1777 році він відряджається до генерал-майора М. С. Потьомкіна «для производства счетов переводимых сумм в армию». У 1780 році разом з ним Марков займається впорядкуванням кордонів між Новоросійською губернією та Польською Україною, після чого повертається на попередню посаду аудитора.
Певний час Микола Єгорович служить квартирмейстером Томського піхотного полку, у складі якого здійснює похід на Кубань. Після повернення він знову поруч з Потьомкіним «в правлений дел секретных и пограничных». У цей час Марков бере участь в укладанні трактату з грузинським царем Іраклієм, за що останній нагороджує його «золотими парчами». Одночасно молодий офіцер складає журнал «похода бывших с Потемкиным войск через Кавказские горы». У 1787 році Михайло Єгорович керує секретною експедицією у справах Персії та Грузії, а наступного року залишає військову службу у званні секунд-майора.
Цивільна служба М. Маркова розпочалась у 1790 році на посаді прокурора Санкт-Петербурзької «верхней расправы», потім він був надвірним прокурором Новгород-Сіверської губернії, де він отримує звання колезького асесора, а після включення Новгород-Сіверської губернії до складу Малоросійської, М. Є. Марков призначається на роботу в Чернігівську палату і у 1799 році стає радником.
Через рік перебування на цій посаді, Маркова знову переводять, цього разу директором народних шкіл Малоросійської губернії.
З 1805 року — перший директор Чернігівської чоловічої гімназії.
Помер 13 серпня 1819 року.

## Нагороди
- орден св. Анни II ступеня
- орден Володимира IV ступеня

## Наукові праці
- «О достопримечательностях Чернигова» (1847)
- «История учебных заведений Черниговской дирекции» (втрачена)